# Kristotomus pumilio
Kristotomus pumilio är en stekelart som först beskrevs av Holmgren 1857.  Kristotomus pumilio ingår i släktet Kristotomus och familjen brokparasitsteklar. Arten är reproducerande i Sverige. Inga underarter finns listade i Catalogue of Life.